# Omar Béhi
Omar Béhi, né le 14 mars 1975 à Tunis, est un homme politique tunisien.

## Biographie
Ingénieur agronome de formation, il est diplômé de l'Institut national agronomique de Tunisie (INAT) en production végétale et titulaire d'un diplôme d'études approfondies en sciences du sol de l'Institut national agronomique Paris-Grignon ainsi que d'un doctorat de l'université de Montpellier.
Il occupe ensuite des postes de responsabilités académiques à l'INAT et, après la révolution de 2011, à l'Union tunisienne de l'agriculture et de la pêche dont ceux de trésorier et de vice-président chargé de la production animalière.
Agriculteur dans les grandes cultures et la production animalière, il réalise des recherches et études académiques dans son domaine de spécialisation.
Le 27 août 2016, il devient secrétaire d'État chargé de la Production agricole, dans le gouvernement de Youssef Chahed. Le 12 septembre 2017, il devient ministre du Commerce.
Omar Béhi est marié et père de deux enfants.